# Rhodinicola elongata
Rhodinicola elongata – gatunek widłonoga z rodziny Clausiidae. Nazwa naukowa tego gatunku skorupiaków została opublikowana w 1878 roku przez zoologa Georga Mariusa Reinolda Levinsena.